# Stigmella hoplometalla
Stigmella hoplometalla là một loài bướm đêm thuộc họ Nepticulidae. Nó được tìm thấy ở Maharashtra in Ấn Độ.
Ấu trùng ăn Butea frondosa. Chúng có thể ăn lá nơi chúng làm tổ.